# Saparmyrat Nyýazow
Saparmyrat Ataýewiç Nyýazow (IPA: θɑːpɑːrmuːrɑːt niːjɑːðɒv) (Aşgabat, 1940. február 19. – Aşgabat, 2006. december 21.) türkmén politikus. 1991-től haláláig, 2006-ig a Türkmén Köztársaság elnöke, előtte 1985-1990 között a Türkmén Kommunista Párt első titkára. Birtokolta az „Őexcellenciája Saparmyrat Nyýazow Türkmenbaşy”, röviden Türkménbasi, azaz a minden türkmén atyja címet, valamint alapítója a Türkmének Világszervezetének. Nevének kiejtése Szaparmurat Nijazov (ez azonos az oroszos névformával, amely a magyar sajtóban elterjedten használatos).
Nyýazow személyes vagyona becslések szerint hárommilliárd dollár volt halála előtt, amelyből 2 milliárdot egy német bankban helyezett el.
Halála átmeneti politikai vákuumot okozott Türkmenisztánban, az elnöki pozícióért több felsővezető is harcba szállt.

## Élete
Nyýazow családja a teke nevű régi befolyásos türkmén törzshöz tartozik. Ő maga korán árvaságra jutott; édesapja a második világháborúban esett el a német fronton, családjának többi tagja pedig az 1948-as pusztító földrengésben vesztette életét, amely lerombolta Aşgabatot. Egy szovjet árvaházban nőtt fel, majd egy távoli rokonához költözhetett.
1962-ben belépett a Szovjetunió Kommunista Pártjába és gyorsan haladt előre a ranglétrán, 1985-ben a Türkmén Kommunista Párt (későbbi nevén Türkmenisztáni Demokrata Párt) elnöke lett, felváltva azt a Mohammad Gapuszovot, akit Mihail Gorbacsov szovjet vezető távolított el beosztásából, gyapottal kapcsolatos korrupciós botránya miatt. Nyýazow, a Türkmén SZSZK vezetőjeként támogatta az 1991-es, Gorbacsov elleni puccskísérletet, és megtartotta az ország vezetői posztját a Szovjetunió bukása után is. Ő lett Türkmenisztán első elnöke.
2002. november 25-én merényletet kíséreltek meg ellene.

## Személyi kultusz
Nyýazow sztálini típusú személyi kultuszt valósított meg Türkmenbaşy (minden türkmének atyja) néven. Várost, iskolát, repteret, sőt meteoritot is elneveztek róla. Magának és szüleinek is hatalmas szobrokat emeltetett.
Türkmenbaşy "újítása", hogy már a hónapokat és a napokat is a családtagjai után nevezte el:
| hónap      | új név           | jelentés                                                                                               |
| ---------- | ---------------- | --- |
| január     | Türkmenbaşy      | A vezér után                                                                                           |
| február    | Baýdak           | a zászló hónapja, a független Türkmenisztán tiszteletére                                               |
| március    | Nouruz           | Újévünnep                                                                                              |
| április    | Gurbansoltan-eje | Az elnök édesanyjának halála ekkor volt.                                                               |
| május      | Machtum-Kuli     | a türkmén írók hónapja                                                                                 |
| június     | Oguz-Khan        | A híres Oguz kán tiszteletére                                                                          |
| július     | Gorkut           | Gorkut a második legnagyobb személy a türkmén történelemben                                            |
| augusztus  | Alp Arslan       | Alp Arszlán nagyszeldzsuk szultán (1063–1072)                                                          |
| szeptember | Ruhnama          | Türkmenbaşy 2001 szeptemberében befejezett könyve                                                      |
| október    | Garaşsyzlyk      | a függetlenség hónapja (türkménül: Garaşsyzlyk), melyet 1991. október 27-én kiáltottak ki.             |
| november   | Sultan Sandshar  | Szandzsar nagyszeldzsuk szultán (1118–1157)                                                            |
| december   | Bitarap          | A semlegesség napja (türkménül: Bitarap), melyet az ENSZ közgyűlése 1995. december 12-én hirdetett ki. |

A Gün szó napot jelent türkménül. A pénteket nem változtatta meg.
| nap       | új név    | jelentés                                                                |
| --------- | --------- | ----------------------------------------------------------------------- |
| hétfő     | Baş Gün   | a hét kezdete                                                           |
| kedd      | Ýaş Gün   | a fiatal nap                                                            |
| szerda    | Hoş Gün   | a jó nap                                                                |
| csütörtök | Sogap Gün | az áldott nap                                                           |
| péntek    | maradt    |                                                                         |
| szombat   | Ruh Gün   | A szellem napja, ilyenkor kell olvasni a Ruhnamát, Türkmenbaşy könyvét. |
| vasárnap  | Dynç Gün  | a pihenés napja                                                         |

## Belpolitikája

### Kultúra
A latin ábécét vezette be a cirill helyett. A világ legnagyobb állatkertjét hozta létre 2005 szeptemberében.

## Külpolitikája
Szószólója volt a türkmén semlegességnek, ennek megfelelően Türkmenisztán nem tagja semmilyen nemzetközi katonai szövetségnek, illetve nem vesz részt ENSZ-műveletekben sem.
2004 végén találkozott Jean Chrétien korábbi kanadai miniszterelnökkel, mely során megbeszéléseket folytattak egy közös türkmén-kanadai olajüzletről, azonban a megbeszélések – a kanadai ellenzék rosszallása miatt – megszakadtak.

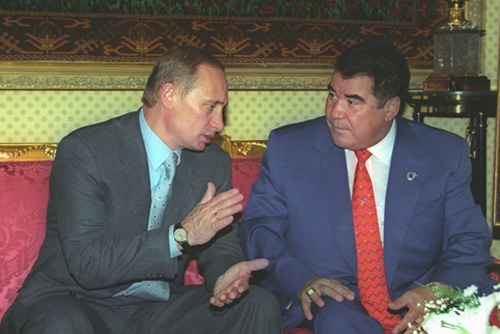
Nyyazow és Vlagyimir Putyin 2000-ben

2005-ben kezdeményezte állama és a Független Államok Közössége közti kapcsolatok lazítását, valamint ígéretet tett a 2010-es választások tisztességes lebonyolítására, ami sok nyugati elemzőt meglepett.

## Tevékenységei elnökként
Mint Türkmenisztán Örökös Elnöke több, nem szokványos rendeletet hozott:
- 2004 márciusában 15 000 egészségügyi dolgozót bocsátottak el, majd helyükre katonai személyzetet helyeztek[2]
- 2004 áprilisában felszólította a fiatalságot, hogy tartózkodjanak az aranyfogak beültetésétől azzal magyarázva, hogy a fogakat kímélendő rágjanak inkább csontokat[3]
- 2005 februárjában utasítást adott minden vidéki kórház és könyvtár bezárására, mert aki beteg az úgyis a fővárosba utazik, valamint mert a vidékiek meg amúgy sem olvasnak könyveket[4]
- 2005. novemberben utasította az ország orvosait, hogy az elnöknek tegyenek esküt a hippokratészi eskü helyett[5]
- 2005. decemberben betiltatott minden videójátékot, mert azok túl erőszakosak a türkmén fiataloknak.
- 2006. januárban orosz hírforrások[6] jelentették, hogy az elnök utasítást adott a nyugdíjasoknak folyósítandó járadék megvonására a rászorulók 1/3-a esetében (több mint 100 000 nyugdíjas), nyugdíj-csökkentést 200 000 főnél és kötelezte a nyugdíjasokat a kifizetett nyugdíj megfelelő részének 2 évre visszamenőleges visszafizetését az állam részére. Ezen utasítása az érintettek tömeges elhalálozását okozta, akik ezt megelőzően is csak 10-90 USD körüli járadékból éltek. A Türkmén Külügyminisztérium tagadta[7] a hírt.
- 2006 szeptemberében jelentette a Daily Telegraph,[8] hogy az elnök új adózási előírást adott ki a türkmén tanárok részére. A rendelet októberben lépett életbe. A rendelet értelmében azok a tanárok, akik nem akarnak minimálbért kapni, vagy el akarják kerülni elbocsátásukat, kötelező az elnököt dicsőítő cikket publikálniuk a két országos lap valamelyikében.
- 2006. októberben 10 056 elítéltet engedtek szabadon a Mindenható Éjszakáján, ezek közül 253 külföldi fogvatartottat, 11 országból.

## Emlékművek, szobrok
- Nyýazow arany szobra
- Nyýazow arany mellszobra
- A nappal együtt forgó arany szobor
- Köztéri arany szobor

## Érdekességek
- A parlament 2005-öt a Ruhnama évének nyilvánította.
- Nyýazow elnök 1994-es rendelete alapján augusztus minden második vasárnapja a Türkmén Dinnye Napja. A Dinnye Nap az országban termő sárgadinnye nemzeti ünnepe (amely dinnyefajtát az elnök természetesen szintén magáról neveztette el).
- 2005 októberében 100000 példányban kiadták az elnök új könyvét, melyben saját versei, novellái olvashatóak.
- Az elnök Ruhnama néven egyetem építését rendelte el. Az egyetem 2010-ben kezdi működését.

### Emberi korcsoportok felosztása az elnök szerint
- gyerek: 0-12 év
- serdülő: 13-24 év
- ifjú: 25-35 év
- érett ember: 36-48 év
- jósló: 49-60
- inspiratív: 61-72
- bölcs: 73-84
- öreg: 85-96
- Nalik Oguzkanu: 97-től Oguz kán példája alapján, aki 109 évig élt.

## Halála
2006. december 21-én a türkmén állami televízió bejelentette, hogy Nyýazow elnök szívinfarktusban elhunyt. Később megerősítette a hírt a moszkvai Türkmén Nagykövetség is. Köztudott volt, hogy Nyýazow orvosi felügyelet alatt állt szívelégtelensége miatt. Minthogy az elnök nem nevezett meg utódot, a tisztségét az alkotmány szerint soron következő Türkmén Parlament elnöke, Ovezgeldy Atayev helyett Gurbanguly Berdimuhamedow miniszterelnök-helyettes vette át, és az elnök temetését szervező bizottság élére is őt nevezték ki.
Egyes türkmén ellenzékiek szerint Nyýazow elnök halála már napokkal december 21. előtt bekövetkezett.

## Magyarul kiadott könyve
- Szaparmurat Türkmenbasi: Rukhnama; ford. Gönczy Éva; Turbo Team Kft., Beregsurány, 2005